# 迪布羅瓦 (尼古拉耶夫州)
47°33′25″N 32°36′50″E / 47.55694°N 32.61389°E
迪布羅瓦（烏克蘭語：Діброва），是烏克蘭的村落，位於該國南部尼古拉耶夫州，由巴什坦卡區維利內扎波里日亞市鎮負責管轄，面積0.57平方公里，海拔高度86米，2001年人口65，人口密度每平方公里114人。